# Garabonc
Garabonc község Zala vármegyében, a Nagykanizsai járásban, a Zalai-dombságban, a Zalaapáti-hát területén. A településen polgárőrség működik.

## Fekvése
Zalakarostól 2 kilométerre északra fekszik, a Galambok-Zalaapáti között húzódó 7522-es út mentén. Utóbbiból a község déli részén ágazik ki a 75 121-es út, amely a zsákfalunak tekinthető Zalamerenyére vezet.

## Története
Garabonc nevét 1333-ban a pápai tizedjegyzék adatai említették először, majd 1335-ben említette ismét oklevél Rada határjárásakor.
A falu a középkorban a veszprémi káptalan birtoka volt, aki egy 1342-es keltezésű határvita során is említette Garabonc nevét, mely per során a káptalan több előző keltezésű oklevéllel is igazolta, hogy Garabonc ősi idők óta az ő birtoka volt; így Imre király 1203-as, IV. Béla magyar király 1254-es keltezésű oklevelével is.
1496-ban már templomos hely volt. Boldogságos Szűzről elnevezett oltárának igazgatójaként Gellért nevét említették a fennmaradt iratokban.
A Tallián család levéltárának adatai szerint pedig Hunyadi János is innen keltezte egy levelét.
A káptalan 1531-ben kelt összeírásakor 15 portája volt itt a káptalannak.

## Közélete

### Polgármesterei
- 1990–1994: Mezőfi József (független)[5]
- 1994–1998: Mezőfi József (független)[6]
- 1998–2000: Mezőfi József (független)[7]
- 2000–2002: Koma László (független)[8][9]
- 2002–2006: Koma László (független)[10]
- 2006–2010: Koma László (független)[11]
- 2010–2014: Koma László (független)[12]
- 2014–2019: Koma László (független)[13]
- 2019–2021: Koma László (független)[14]
- 2021–2022: Szemlics Gergely képviselő (független, ügyvezetőként)[15]
- 2022–2024: Takács Zoltán (független)[16]
- 2024– : Takács Zoltán (független)[1]

A településen 2000. november 12-én időközi polgármester-választást tartottak, az előző polgármester lemondása miatt.
2022. július 10-én újból időközi polgármester-választást kellett tartani a községben, mert a korábbi polgármester (és vele együtt a helyi képviselő-testület szinte összes tagja) 2021. február 18-án lemondott posztjáról. A két időpont közti szokatlanul nagy időtávot a koronavírus-járvány miatt elrendelt korlátozások okozták, a járványhelyzet fennállásának idején ugyanis nem lehetett választásokat tartani Magyarországon. Ebben a közel másfél évben a település polgármesteri feladat- és jogköreit ügyvezetőként a képviselői tisztségét egyedüliként megtartó Szemlics Gergely kapta meg, a lemondott képviselők helyeit a listás választáson 2019-ben mögöttük végzett jelöltek vehették át, de a testület a veszélyhelyzet időtartama alatt nem ülésezhetett.

## Népesség
A település népességének változása:
| Lakosok száma | 715  | 708  | 694  | 634  | 626  | 649  | 630  |
|               | 2013 | 2014 | 2015 | 2021 | 2022 | 2023 | 2024 |

A 2011-es népszámlálás idején a nemzetiségi megoszlás a következő volt: magyar 77,7%, cigány 17,87%, német 3,93%. A lakosok 79,5%-a római katolikusnak, 1,27% reformátusnak, 0,85% evangélikusnak, 1,13% felekezeten kívülinek vallotta magát (16,83% nem nyilatkozott).
2022-ben a lakosság 85%-a vallotta magát magyarnak, 8% cigánynak, 5,8% németnek, 0,2-0,2% örménynek, románnak, ruszinnak, szerbnek és lengyelnek, 1,1% egyéb, nem hazai nemzetiségűnek (10,9% nem nyilatkozott; a kettős identitások miatt a végösszeg nagyobb lehet 100%-nál). Vallásuk szerint 45,4% volt római katolikus, 0,6% református, 0,5% evangélikus, 0,3% egyéb keresztény, 0,8% egyéb katolikus, 6,2% felekezeten kívüli (46,2% nem válaszolt).

## Nevezetességei
A község temetőjében helyezték el, 2011. január 14-én Németh Ferenc – a magyar csodaló, Imperiál egykori lovasa – hamvait.

## Képtár

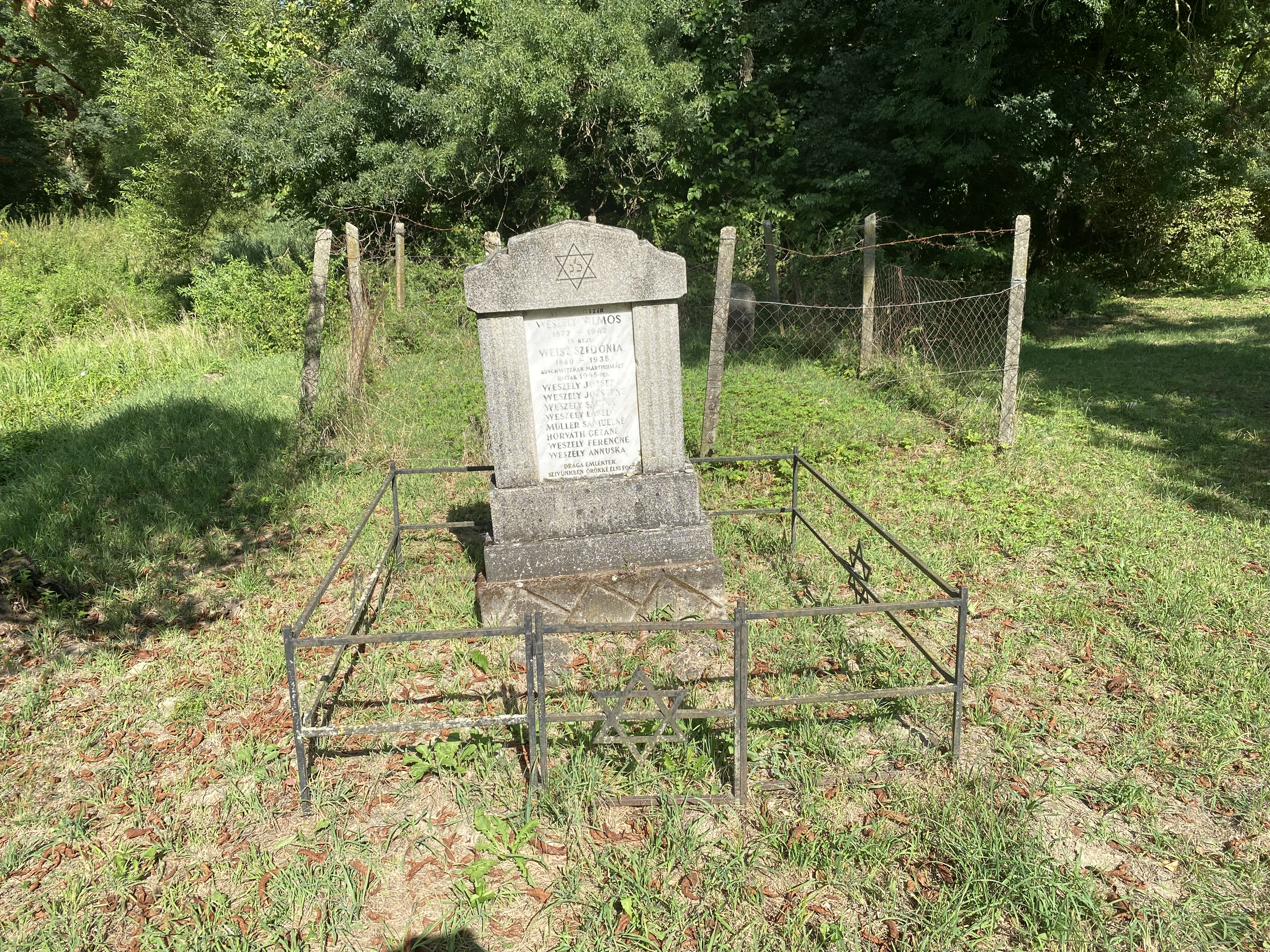
Zsidó temető és emlékmű Garaboncon